# Château de Vincennes (metropolitana di Parigi)
Château de Vincennes è una stazione della linea 1 della metropolitana di Parigi.
Sorge al confine tra il comune di Vincennes e il Bois de Vincennes, parte del XII arrondissement di Parigi.